# Parafia św. Floriana w Maciowakrzu
Parafia pw. św. Floriana w Maciowakrzu – parafia rzymskokatolicka znajdująca się w Maciowakrzu. Należy do dekanatu Kietrz diecezji opolskiej.
Na obszarze parafii leżą również miejscowości Dobrosławice, Koza i Szczyty.

## Historia
Według tradycji pierwszy drewniany kościół wybudowano już około 1100 roku. Miejscowość i parafię wzmiankowano w liście biskupa wrocławskiego Wawrzyńca z 1223 roku. W 1264 biskup Tomasz przekazał ją cystersom z Rud, których własnością była do 1810 roku.